# Nguyễn Văn Hiến (Ninh Bình)
Nguyễn Văn Hiến (sinh năm 1954) là một  tướng lĩnh về hưu của Quân đội nhân dân Việt Nam. Ông nguyên là Phó Tư lệnh tham mưu trưởng Quân chủng Hải quân Việt Nam (2003-2004), Đại biểu Quốc hội Việt Nam khóa XII Hải Phòng. Ông là người Việt Nam thứ hai được thăng hàm Đô đốc Hải quân, tương đương Thượng tướng, sau Đô đốc Giáp Văn Cương. Trong Đảng Cộng sản Việt Nam, ông là Ủy viên Quân ủy Trung ương, Ủy viên Ban Chấp hành Trung ương Đảng Cộng sản Việt Nam khóa X và khóa XI. Ông cũng là bị can, bị cáo, tù phạm về tội thiếu trách nhiệm gây hậu quả nghiêm trọng, vi phạm các quy định pháp luật về quản lý, sử dụng đất đai, đầu tư xây dựng đối với 10 khu đất quốc phòng.

## Tiểu sử
Nguyễn Văn Hiến sinh ngày 15 tháng 10 năm 1954 tại Gia Tân, Gia Viễn, Ninh Bình.
Năm 1973, ông thi đậu vào Đại học Kỹ thuật Quân sự, khoá 8. Sau 1 năm học tập tại Đại học Kỹ thuật Quân sự, đạt kết quả xuất sắc, ông được Bộ Quốc phòng cử đi học tại Trường Sĩ quan Tên lửa đối hải Baku(Azecbaijan). Năm 1980 tốt nghiệp, về nước, ông công tác tại Quân chủng Hải quân.
Năm 1998: bổ nhiệm làm Tư lệnh Vùng 4 Hải quân
Năm 2000, bổ nhiệm làm Phó Tư lệnh kiêm Tham mưu trưởng Quân chủng Hải quân, thăng quân hàm Chuẩn Đô đốc
Năm 2004, bổ nhiệm làm Tư lệnh Quân chủng Hải quân, thăng quân hàm Phó Đô đốc
Năm 2009, bổ nhiệm làm Thứ trưởng Bộ Quốc phòng kiêm Tư lệnh Quân chủng Hải quân
Năm 2011, thăng quân hàm Đô đốc là Ủy viên Ban Chấp hành Trung ương Đảng, Thứ trưởng Bộ Quốc phòng kiêm Tư lệnh Quân chủng Hải quân, Ủy viên Ủy ban Quốc phòng và An Ninh của Quốc hội.
Tháng 6 năm 2015, ông thôi kiêm nhiệm Tư lệnh Quân chủng Hải quân để bàn giao cho Chuẩn Đô đốc Phạm Hoài Nam kế nhiệm
Năm 2016, ông nghỉ chờ hưu.

## Kỷ luật
Tháng 5 năm 2019, Ủy ban Kiểm tra Trung ương đề nghị Bộ Chính trị, Ban Bí thư xem xét, thi hành kỷ luật đối với Đô đốc Nguyễn Văn Hiến.
Ngày 21 tháng 6 năm 2019, ông bị kỷ luật cách một số chức vụ do sai phạm trong quản lý, sử dụng đất quốc phòng. Bộ Chính trị quyết định thi hành kỷ luật ông Hiến bằng hình thức cách chức các chức vụ: Ủy viên Đảng ủy Quân sự Trung ương nhiệm kỳ 2005-2010; Ủy viên Ban Chấp hành Đảng bộ Quân chủng Hải quân nhiệm kỳ 2005-2010 (gồm Phó Bí thư Đảng ủy, Ủy viên Ban Thường vụ Đảng ủy và Ủy viên Ban Chấp hành Đảng bộ Quân chủng Hải quân nhiệm kỳ 2005-2010). Đồng thời, Bộ Chính trị yêu cầu cấp có thẩm quyền xử lý kỷ luật về chính quyền đối với ông Nguyễn Văn Hiến tương ứng với kỷ luật đảng theo quy định
Ngày 03 tháng 09 năm 2019, Thủ tướng Nguyễn Xuân Phúc ký quyết định thi hành kỷ luật bằng hình thức xóa tư cách nguyên Tư lệnh Quân chủng Hải quân đối với ông Nguyễn Văn Hiến, nguyên Thứ trưởng Bộ Quốc phòng, nguyên Tư lệnh Quân chủng Hải quân do đã có những vi phạm, khuyết điểm rất nghiêm trọng trong thời gian giữ chức vụ Tư lệnh Quân chủng Hải quân, trực tiếp liên quan đến 10 khu đất quốc phòng đã chuyển đổi mục đích sử dụng và Bộ Chính trị đã thi hành kỷ luật về Đảng.
Ngày 14 tháng 5 năm 2020, ông bị Ban Chấp hành Trung ương kỷ luật bằng hình thức khai trừ ra khỏi Đảng.
Do dư luận cho rằng hình thức kỷ luật đối với ông Hiến còn nhẹ, ông không xứng đáng với tư cách Tư lệnh Hải Quân sao xứng đáng là Thứ trưởng Bộ Quốc phòng. Vì vậy mãi sau hơn 1 năm bị khai trừ ra khỏi Đảng, ngày 20 tháng 7 năm 2021, Thủ tướng Chính phủ tiếp tục có Quyết định thứ 2 kỷ luật ông Hiến, đó là quyết định số 1277/QĐ-TTg về việc thi hành kỷ luật đối với ông Nguyễn Văn Hiến, nguyên Thứ trưởng Bộ Quốc phòng bằng hình thức xóa tư cách nguyên Thứ trưởng Bộ Quốc phòng đối với ông, do đã có những vi phạm, khuyết điểm rất nghiêm trọng trong thời gian công tác, và Ban Chấp hành Trung ương Đảng đã thi hành kỷ luật bằng hình thức khai trừ ra khỏi Đảng.

## Khởi tố
Ngày 22 tháng 10 năm 2019, Cơ quan điều tra hình sự Bộ Quốc phòng phối hợp với Viện Kiểm sát Quân sự Trung ương tống đạt quyết định khởi tố bị can và lệnh cấm đi khỏi nơi cư trú đối với Đô đốc Nguyễn Văn Hiến, nguyên Thứ trưởng Bộ Quốc phòng, nguyên Tư lệnh Quân chủng Hải quân, về tội Thiếu trách nhiệm gây hậu quả nghiêm trọng quy định tại khoản 3 điều 360 Bộ luật Hình sự. Ông bị cáo buộc có liên quan trách nhiệm trong vụ án Đinh Ngọc Hệ, tức "Út Trọc", Bùi Văn Nga và đồng phạm, thực hiện không đúng thẩm quyền, vi phạm các quy định pháp luật về quản lý, sử dụng đất đai, đầu tư xây dựng đối với 10 khu đất quốc phòng. Trong cùng vụ việc còn có Chuẩn Đô đốc Lê Văn Đạo và Phó Đô đốc Nguyễn Văn Tình. Hai sỹ quan cấp cao này bị kỷ luật với hình thức cảnh cáo lần lượt trong tháng 5 và tháng 6 năm 2019.

### Án tù
Tại phiên tòa sơ thẩm, HĐXX sơ thẩm Tòa án quân sự Quân chủng Hải quân tuyên phạt bị cáo Nguyễn Văn Hiến 4 năm tù về tội "thiếu trách nhiệm gây hậu quả nghiêm trọng" liên quan đến sai phạm về quản lý đất đai xảy ra tại ba khu đất trên đường Tôn Đức Thắng, quận 1, TP.HCM. Tại phiên tòa phúc thẩm, ngày 11 tháng 12 năm 2020, Tòa án quân sự trung ương đã tuyên phạt ông 3 năm 6 tháng tù (giảm 6 tháng so với bản án sơ thẩm). Sau đó, ông bị kỷ luật bằng hình thức xóa tư cách nguyên thứ trưởng Bộ Quốc phòng.

## Lịch sử thụ phong quân hàm
| Quân hàm |           |        |          |          |           |        |                            |                          |                       |  |  |  |  |  |  |  |
| Cấp bậc  | Thượng úy | Đại úy | Thiếu tá | Trung tá | Thượng tá | Đại tá | Chuẩn Đô đốc (Thiếu tướng) | Phó Đô đốc (Trung tướng) | Đô đốc (Thượng tướng) |  |  |  |  |  |  |  |
|          |           |        |          |          |           |        |                            |                          |                       |  |  |  |  |  |  |  |